# 日本高等学校野球連盟
公益財団法人日本高等学校野球連盟（にほんこうとうがっこうやきゅうれんめい、英語表記：Japan High School Baseball Federation）は、日本の男子高校野球の統轄組織で、47都道府県の高等学校野球連盟が加盟している。また、公益財団法人全日本大学野球連盟とともに、上部組織として公益財団法人日本学生野球協会を構成している。略称は日本高野連（にほんこうやれん）または高野連（こうやれん）。高野連によると2025年5月末時点での全国の硬式部員数は12万5381人、加盟校数は3,768校。
なお女子硬式・高校野球の統括組織である「全国高等学校女子硬式野球連盟」(JHGBF)とは運営上において全く無関係な組織である。

## 概要
大東亜戦争（太平洋戦争・第二次世界大戦）以前の全国中等学校優勝野球大会は朝日新聞社（大阪朝日新聞。現・朝日新聞大阪本社）、選抜中等学校野球大会は大阪毎日新聞社（現・毎日新聞大阪本社）がそれぞれ単独で主催していたが、戦後に再開するにあたって、両新聞社とは別の運営組織が必要になった。このため朝日新聞社元社長上野精一が毎日新聞社取締役大阪本社代表本田親男を誘って、全国中等学校野球連盟を立ち上げることにし、1946年（昭和21年）に発足した。

なお、この当時の朝日新聞社代表取締役野村秀雄と毎日新聞社社長高田元三郎は共に東京本社（旧：東京朝日・東京日日）出身で、中学野球運営に関するノウハウを持ち合わせていなかった。朝日新聞前社長の村山長挙と、毎日新聞前社長の高石真五郎および元社長の奥村信太郎は大東亜戦争中に帝國政府・陸海軍の発表報道（大本営発表）しか伝えられなかった責任を取っていずれも辞任していた。

初期の中野連では、運営の最前線は上野と、京都帝国大学名誉教授で後に2代会長に就く中澤良夫が担った。一方、本田は甲子園球場の接収を解除させるべく、後の3代会長佐伯達夫や代議士の松本瀧藏らと共に、占領軍との交渉に当たった。その結果、1946年の優勝大会こそ西宮球場での開催となったものの、翌1947年（昭和22年）のセンバツから甲子園での開催を再開することができた。
同年、大東亜戦争終結に伴う戦後改革の一環として、学制改革が実施される。旧制中学が高校、国民学校高等科が新制中学へ改組されると、中等学校野球連盟は新制高校を対象とすることになり、全国高等学校野球連盟と改称した。
さらに1963年（昭和38年）には文部省（現：文部科学省）から財団法人として認可され、同時に名称を改称した。
本部は一貫して大阪府大阪市に置かれている。これは、朝日新聞社・毎日新聞社(初代)のどちらも大阪に本社を置いていたことと、2大全国大会の開催地である阪神甲子園球場に最も近い大都市であることが理由とされている。一方、日本学生野球協会と全日本大学野球連盟は東京都に本部を置いている。

## 沿革
- 1915年（大正04年）08月 - 全国中等学校優勝野球大会開始（主催は大阪朝日新聞、現：朝日新聞）。
- 1924年（大正13年）04月 - 選抜中等学校野球大会開始（主催は大阪毎日新聞、現：毎日新聞）。
- 1924年（大正13年）08月 - 阪神甲子園球場完成、両大会とも同球場で実施されることになる。
- 1946年（昭和21年）02月 - 全国中等学校野球連盟結成。
- 1946年（昭和21年）12月 - 日本学生野球協会の傘下となる。
- 1947年（昭和22年）04月 - 学制改革に伴い全国高等学校野球連盟へ改称。
- 1956年（昭和31年）08月 - 全国高等学校軟式野球大会開始。
- 1963年（昭和38年）02月 - 財団法人化に伴い日本高等学校野球連盟へ改称。
- 1978年（昭和53年）08月 - 全国高校軟式野球大会を全国高等学校軟式野球選手権大会と改称。
- 2012年（平成24年）04月 - 公益財団法人化。

## 運営大会
- 全国高等学校野球選手権大会
- 選抜高等学校野球大会
- 全国高等学校軟式野球選手権大会

## 組織構成
常任理事会と9の地区理事会で構成される全国理事会、評議員会、複数の委員会から構成。
- 総務委員会
- 財務委員会
- 審議委員会
- 審判規則委員会
- 技術・振興委員会
- 医科学委員会
- プロアマ健全化委員会
- 軟式部委員会
- 佐伯記念国際交流委員会
- 野球留学検討委員会
- 選手権大会運営委員会
- 選抜大会運営委員の仕事

## 歴代会長
| 代    | 氏名     | 在任時期                                   | 野球殿堂           |
| ----- | -------- | ------------------------------------------ | ------------------ |
| 初代  | 上野精一 | 1946年（昭和21年） - 1948年（昭和23年）    |                    |
| 第2代 | 中澤良夫 | 1948年（昭和23年） - 1966年（昭和41年）    | 1991年（平成3年）  |
| 第3代 | 佐伯達夫 | 1967年（昭和42年） - 1980年（昭和55年）    | 1981年（昭和56年） |
| 第4代 | 牧野直隆 | 1981年（昭和56年） - 2002年（平成14年）    | 1996年（平成8年）  |
| 第5代 | 脇村春夫 | 2002年（平成14年） - 2008年（平成20年）    | 2019年（平成31年） |
| 第6代 | 奥島孝康 | 2008年（平成20年） - 2015年（平成27年）    |                    |
| 第7代 | 八田英二 | 2015年（平成27年） - 2021年（令和3年）11月 |                    |
| 第8代 | 寶馨     | 2021年（令和3年）12月 - 現職               |                    |

## 日本高野連による変革と社会貢献
- 日本高校野球連盟は1997年春の第69回選抜高校野球大会から、球審コールを、ボールを先、ストライクを後とする方式を採用した。それまでは大リーグをはじめこの方式が世界基準だった。国際化やAAA大会（アジア野球連盟ジュニア選手権）などを見据えて移行することとなった。高野連は1997年2月5日開催の理事会審議を経て決定し、発表した[3]。 なお、プロ野球日本野球機構（NPB）は2010年シーズンから変更した。社会人野球や大学野球などもこれに追随した。各球場のカウント表示も「SBO」から「BSO」へと変更された。
- 21世紀枠の創設による、結果だけではない努力の評価による高校球児全体への啓蒙（しかし“努力”の基準も不明瞭、との批判がある）。
- 2003年（平成15年）の選抜大会からは新たに明治神宮大会枠・希望枠を設けた。希望枠は2008年（平成20年）の選抜大会をもって廃止。
- 2006年（平成18年）の選手権大会の始球式では、人命救助で社会貢献した久美浜高校野球部の4名を指名した[4]。
- グラウンドでプレーする部員（試合）を茶化す、パロディーなどで笑いにする、など教育の一環として行われている高校野球の目的から著しく逸脱していると判断した場合には連盟が媒体に直接抗議を行い、制作に協力した施設や事業主らに対し罰則を与えるなど、放送、出版における健全性を高める運動を行っている[5]。
- 日本高校野球連盟は2022年春の第94回選抜高校野球大会から、「継続試合」制度の導入を決めた[6]。これにより「降雨コールドゲーム」、「降雨ノーゲーム、再試合」という概念はなくなり、試合中のどの時点でも、天候不良などの状況になった場合は試合を中断し、翌日以後に同じ場面から続きを行い9回（または延長）で勝負が決するまで行うこととなった[6]。「降雨コールドゲーム」、「降雨ノーゲーム」の場合、試合で行われたプレーが記録に残らないことがあったが、そのような不合理が解消されることとなった[6]。選手の健康面・安全面でも望ましい制度であるとされる。

## 高校野球用具使用制限の変遷
高野連は高校生らしさ、公平性等を理由に、用具の使用制限を行っているが、主に安全面、健康面の配慮として、都度使用の解禁を行っている。
- 1974年、金属バット解禁[7]。
- 1995年、ハイカットスパイク使用解禁：足首防護目的。カラーグラブのうち黒色の使用解禁。
- 1998年、バッティンググローブを解禁。
- 2002年、エルボーガード、フットガード解禁。守備用手袋の使用解禁。
- 2010年、マウスピース使用解禁。（白または透明のみ）[8]。
- 2020年3月、白色スパイク解禁[9][10]。

熱中症対策として。ミズノが夏の最高気温32℃の炎天下で白と黒のスパイクの内部温度を調べた結果、白スパイクは調査開始から1時間後も40度台前半と、黒スパイクより10度ほど低かった。解禁後に行われた2020年甲子園高校野球交流試合では、出場32校中14校が白スパイクを使用し、使用率44%、2021年8月の第103回全国高等学校野球選手権大会では48校中41校が白スパイクを使用し、使用率90%となり短期間で普及した。
- 2022年2月、「顎ガード付きヘルメット」解禁[13]。

顎ガード付きヘルメット（フェイスガード）は、NPBでは2019年頃から普及していたが、大手スポーツ用品メーカーが「現時点でSGマーク付きのフェースガードの商品化は考えていない」という姿勢であったため、「SGマークがなければ事故が起きた際に補償もできず、現状のままではフェースガードを認めることはできない」と使用を禁止した。全日本野球協会アマチュア野球規則委員会も2019年3月、高野連などにヘルメットの改造を禁止するよう通達で徹底を求めていた。一方で、安全のために導入を求める声も上がっていた。2022年に顎ガード付きヘルメットがSGマークの対象となったことから「打者、走者は顎ガードつきヘルメットを使用することができる。使用する場合は、ヘルメット本体と顎ガードは同色とする。 （規則 3.08）」と規則が改正され、使用が解禁された。解禁後、最初の全国大会である、2022年3月19日から開催された第94回選抜高等学校野球大会では、32校中15校が顎ガード付きヘルメットを採用した。
- 2025年1月、サングラスを「許可制」からレッグガードやエルボーガードなどと同様の「申し出制」に変更[16]。

## 日本高野連に関するエピソードや問題

### 言葉
- 「無心の球を無我の境地で追い続けることこそ高校野球の生命である。」（佐伯達夫）

　　第94回選抜高等学校野球大会（2022年3月）の開会式と閉会式において、寶馨高野連会長が挨拶で引用した。これは、短くしたバージョンで、元の佐伯達夫の文は、「技の巧拙にあらず、勝敗にあらず。若人が己の持つ熱と力の総てを傾注し尽くして、汚れなき無心の白球を、清純な無我の境地で、一心不乱に追い続けることこそ高校野球の生命である。」である。

### 応援への干渉
- 1994年（平成6年）の選手権大会では、エイサーの衣装で県代表校の応援に駆け付けた者達が、「奇異」や「華美」だとして連盟から自粛を求められた。沖縄にとっての民族衣装であろうと大会にそぐわなければ警告対象になるという事であり、沖縄県民の反発の声が上がった。
- 2001年（平成13年）の選手権大会には田中康夫長野県知事が地元の塚原青雲高校の応援に県のマスコットの着ぐるみを連れてきたが、それを中止させた。ただし、これはすでに全出場チームに禁止の通達が出されていたものであり、その通達を破った知事側に問題があるとの指摘もある[誰によって?]。
- 2011年（平成23年）の選手権大会では次のような出来事があった。大会直前に習志野高校（千葉）の吹奏楽部顧問教師・石津谷治法は次のように発言した。「相手校の応援団やベンチからもしょっちゅう『うるさい』と言われるが、最高の褒め言葉と思っている。相手ベンチに向けガンガンプレッシャーをかけていく。」ナインの背中を押すため、攻撃中は管楽器のベル（音が出る部分）をバッターボックスに向ける。相手校が「タイム」をかけてマウンドに集まれば、マウンドに向きを変える。石津谷によるとこれは「相手ベンチからの指示を聞こえなくしたり、マウンド上での会話をしにくくしたりする。気の弱いピッチャーなら、この爆音にやられて崩れる」とのこと。[17][18]これに対し、高野連はこれを問題視。習志野高校学校関係者や習志野高校野球部・小林徹監督を呼び出し厳重注意した。石津谷が甲子園に姿を見せることはなかった。[19]この習志野高校吹奏楽部の試合妨害問題については、高野連に対して「スタンドの生徒、吹奏楽、応援団が一体となってこその高校野球」「音で邪魔した証拠はない」と“干渉しすぎ”との意見がある。この指摘を経た2017年現在はタイムがかかった際やマウンドでの伝令の際は演奏を止めている。

### ユニフォームへの干渉
- 1999年（平成11年）の選抜大会で優勝した沖縄尚学高校のユニフォームに「文武両道」の文字が入っていたため、高野連は「好ましくない」として説明を求め、同校はユニフォームから「文武両道」の文字を外した[20]。

### 報道の自由への干渉
- 青森県では地元の新聞に光星学院高校の生徒がレポートを掲載していたが、それを中止させた[要出典]。
- 読売新聞が2007年（平成19年）8月1日から8月3日にかけ、3回シリーズで連載した高野連の在り方や問題点を取り上げた特集記事「高野連ってなに？」[21]の内容について、高野連が読売新聞に対し、記事の訂正と謝罪を求めていると発表した。これに対して読売新聞では、訂正の必要はないとしている[22]。

### 収益
- 選抜高等学校野球大会、全国高等学校野球選手権大会の収益は大会出場校への旅費、滞在費、雑費に還元される。1校20人（選手18人、責任教師1人、監督1人）を限度とし、参加者にはその代表校の所在地から大阪までの往復普通乗車運賃（新幹線、特急、急行料金を含む）、汽船は普通二等の乗船運賃を支給。沖縄、南北北海道代表校は航空運賃が支給される。
- 滞在費は抽選日から、その学校の試合終了した日までの日数に対し、1日1人4,000円が支払われる。前年度優勝校が全国大会に出場できなかった場合、優勝旗を返還する主将と同伴の責任教師に、規定による旅費、滞在費と滞在雑費（1人1日2,000円）が支給される。

### 女子選手の性別規定と男子部選択理由
2025年（令和7年）時点で、日本学生野球協会の規定（第15条、いわゆる二重登録不可）および性別規定（男子のみ出場可）で認めていない。しかし2008年（平成20年）、当時の渡海紀三朗文部科学大臣はアメリカでは女子選手も一緒にプレーしているという事例を挙げた上で女子の公式戦出場について検討または女子の練習参加を認めるべきとの認識を示した。
男子部では連盟および学校により許諾を得た女子選手は、男子と一緒に練習したり主将になることもできるが、公式戦では別の男子選手を主将として登録し、女子選手はサポートへまわる。課題として、専用または貸与グラウンドおよび遠征先において女子更衣室やトイレが無いまたは行けないことや、女子選手の指導経験がない中で接し方や対応がわからないことなどが課題となっている。更衣室やトイレにおいては従前から問題視されており、女子野球が盛んな地域の球場から徐々にトイレが改修されているが全国的に不足し、テントによる簡易的な更衣所を設けるチームもある。
なお、1995年（平成7年）には全国高等学校女子硬式野球連盟という組織が別に作られ、2025年（令和7年）夏の大会時点で72校が加盟、春の選抜・夏の選手権・秋のユースの3大全国大会が行われている。2020年2月に高野連と、女子硬式野球の統括組織である全日本女子野球連盟(WBFJ)および女子高野連の3者で意見交換会が行われ、試合出場機会の提供などを目的に、高野連所属の女子選手も「全日本連合丹波 (旧称：全国高等学校連合丹波)」の一員として3大全国大会に出場することができるよう調整された。
2020年代の現時点では、女子野球部がある高校は増加しているが、その大半を私立が占めること(2025年は公立が8校)や、米国・女子プロリーグ以外に職業野球として収入を得られないなど環境面の課題が残っているため、公式戦への出場が認められていなくとも、将来の進路目標などを理由に男子野球部に入部する女子選手も少なくない。

### その他
- 2005年（平成17年）の選手権大会において広島県代表校・高陽東高校の主将が広島市への原子爆弾投下の8月6日午前8時15分に開会式に備えて室内練習場に集合した全チームと共に黙祷をささげようと計画。8月4日に同行していた朝日新聞記者に対して他校に呼びかけて黙祷を行う意向を伝え、同社の担当部署は高野連との相談の結果「自校で黙祷することはかまわない」と学校側に返答した。記者がこれを「他校に呼び掛けることも可能」と判断し主将に伝えたが、記者の判断は高野連側には伝わっていなかった[31][32]。「大会本部の了承を得た」と理解した主将が開会式当日、ほかの代表校に呼びかけようとしたところ「全代表校に呼びかけるとの話は聞いていない」として田名部和裕参事が黙とうを制止[33]、同校の選手は待機中の列を外され、広島の方角に向かって自分たちだけで黙祷を行った（この際田名部が「原爆は広島だけのこと。この場でみんなを巻き込むのは良くない」と発言したとされたが、後にこの発言は誤報と判明[34]）。選手を他校から離したことについて田名部は「落ち着かないだろうと考え、練習場の隅に案内した」と説明、朝日新聞社は社内の連絡ミスで黙祷の実現ができなかったことを謝罪した[35]。田名部は「広島のことも長崎のことも含めて、大会行事として（終戦記念日の）8月15日正午に黙祷しており、原爆の日の黙祷を全体の行事とするわけにはいかない。」との事であり確かに形式上問題は無かった。しかし、原爆の事を知識としてしか知らず実感のわかない世代が増えるにつれて、こういった黙祷は原爆の事を伝えていく上では行ってもいいのではないかとの反論が上がり、その結果高野連は2006年（平成18年）の選手権大会では原爆が投下された8時15分の前後に「静粛な時間」を設け、その間に黙祷を捧げることは任意とすることを決定した。同大会では広島代表の如水館高校が開会式前に黙祷を行った[36]。
- 2006年（平成18年）に行われた全国高等学校野球選手権秋田大会準決勝戦、本荘高校対秋田高校戦で、秋田が雨天ノーゲーム狙いでの遅延行為を行い、本荘は敬遠の球を空振り三振する、試合を終了させるため3塁走者がホームスチールを仕掛けタッチアウトになるなどのプレーを行った。本荘は審判から緩慢プレーとして注意を受け、秋田県高野連は本荘へは始末書の提出を求めたが秋田は処罰対象とならなかった。
- 高野連が全国大会において過去に審判の誤審を認めた例は1984年（昭和59年）の選抜大会、佐賀商業高校対高島高校戦での判定と、2022年 (令和4年)に行われた第94回選抜高等学校野球大会の広陵高校対敦賀気比高校での判定の2例のみである。なお、地方大会では多くの例がある。

## プロアマ選手交流「夢の向こうに」
日本野球機構（NPB）・日本プロ野球選手会と日本高野連の3組織によって2003年から開催されているプロアマの選手交流。当初プロ選手が高校球児にメッセージ冊子を送ることから始まり、毎年12月に複数県で現役選手やOBが直接技術指導をしたり講演などを行っている。

## 日本高野連非加盟チーム
学校法人芦屋学園は2014年度（平成26年度）から中学・高校・大学一貫の硬式野球チーム「芦屋学園ベースボールクラブ」を創設して関西独立リーグの兵庫ブルーサンダーズ傘下の育成チームとして活動することになった。日本高校野球連盟に加盟しないため甲子園大会などの公式戦への参加や高野連加盟校の野球部との試合はできないが、社会人クラブチームや専門学校チームと「チャレンジリーグ」を創設する予定で、また、プロアマ規定の適用はなく実力があれば学年を問わず関西独立リーグの試合にも出場できるという。